# Рыбаки (Сморгонский район)
Рыбаки́ (бел. Рыбакі́, пол. Rybaki) — деревня в Сморгонском районе Гродненской области Белоруссии.
Входит в состав Коренёвского сельсовета.
Расположена в центральной части района на левом берегу реки Вилия. Расстояние до районного центра Сморгонь по автодороге — около 5 км, до центра сельсовета деревни Корени по прямой — чуть менее 3,5 км. Ближайшие населённые пункты — Войниденяты, Светляны, Шематово. Площадь занимаемой территории составляет 0,3040 км², протяжённость границ 3690 м.
Согласно переписи население Рыбаков в 1999 году насчитывало 66 человек.
Через деревню проходят местные автомобильные дороги:
- Н6755 Рыбаки — Светляны — Сморгонь
- Н7948 Сморгонь — Рыбаки

В деревне находится Церковь Святых Петра и Павла 1936 года постройки, также на местном кладбище есть часовни-надмогилья XIX века, а рядом с деревней находятся фортификационные сооружения.